# Ненад Прокић
Ненад Прокић (Београд, 3. септембар 1954) српски је драмски писац, политичар и бивши универзитетски професор. Прокић је био редовни професор на Факултету драмских уметности у Београду, један од оснивача и бивши члан председништва ЛДП и народни посланик у Скупштини Србије.

## Биографија
Прокић је, такође, један од оснивача Београдског круга и Форума писаца. Био је директор БИТЕФ-а у два узастопна мандата. У Југословенском драмском позоришту у Београду и Словенском народном гледалишчу у Марибору радио је као драматург-писац.
Његова драма Метастабилни Грал је уврштена у Антологију савремене српске драме. Аутор је романа Алфа Фокстрот. Остале драме: Дом Бергманових, Страх за Границу, Хомо Воланс, Очеви и оци (Драматизација романа Слободана Селенића), У потрази за Марселом Прустом, Дантес Дивинус, Руска мисија, Последњи дани човечанства (Адаптација драме Карла Крауса), Le Petit et le Grand Theatre du Marquis de Sade, Edelheim, Finger Trigger Bullet Gun, Нехарни син хрватски (ТВ сценариј о А. Г. Матошу)...
Ненад Прокић је у позоришту режирао следеће комаде: "Follie a Deux" Хајнера Милера (Југословенско драмско позориште). "Слушкиње" Jeana Geneta (Битеф театар), "Ноћ Хелвера" Ингмара Вилкиста (Битеф театар), "Поразговарајмо о животу и смрти" Криштофа Бизоа (пољ. Krzsysztof Byzio) (Битеф театар), "Недоступна или Унапред плаћено милосрђе" Zanussi/Zebrowsky (Битеф театар), "Далеко" Тамаре Босак (Битеф театар)...
Ненад Прокић је написао дисертацију о Карлу Краусу: Гласови одсутног дискурса.
Прокић је оснивач и први Председник Групе пријатељства с Малтешким редом u Парламенту Србије. Принц и Велики мајстор Сувереног Војног Болничког Реда Светог Јована од Јерусалима, Родоса и Малте, фра Метју Фестинг, одликовао је Ненада Прокића витешким крстом Великог официра PRO MERITO MELITENSI Сувереног Војног Малтешког Реда на дан 15. јуна 2012.
Од октобра 2014. је на положају Саветника за хуманитарне послове у амбасади Сувереног Војног Малтешког Реда у Републици Србији.
Шест студенткиња Факултета драмских уметности оптужило га је за сексуално злостављање и непримерено понашање у периоду од 1997 до 2020. Студентски парламент Факултета драмских уметности  је осудио „неакадемско понашање” редовног професора Ненада Прокића према студенткињама, али је истовремено изразио разочарање због изостанка санкција. Прокић је одбацио основ за све оптужбе.